# Jetmore
La ville de Jetmore est le siège du comté de Hodgeman, situé dans l’État du Kansas, aux États-Unis. Sa population s’élevait à 867 habitants lors du recensement de 2010, estimée à 842 habitants en 2016.

## Histoire
Jetmore s’appelait d’abord Buckner et a été établie sous ce nom en 1879,. Son nom a été changé en Jetmore en 1880 en l’honneur du colonel Abraham Buckles Jetmore (en),.  Un avocat originaire de Topeka, Abraham Jetmore a joué un rôle important pour que le chemin de fer passe par Jetmore et que la localité devienne le siège de son comté.

## Personnalités
- Ray Pleasant (1928-2022), politicien américain, est né à Jetmore.

## Source
- (en) Cet article est partiellement ou en totalité issu de l’article de Wikipédia en anglais intitulé « Jetmore, Kansas » (voir la liste des auteurs).

1. ↑  Kansas State Historical Society, Biennial Report of the Board of Directors of the Kansas State Historical Society, Kansas State Printing Plant, 1916, 206 p. (lire en ligne)
2. ↑  Blackmar, Frank Wilson, Kansas: A Cyclopedia of State History, Standard Publishing Company, 1912, 28 p. (lire en ligne).
3. ↑  Bio of Abraham Buckles Jetmore in History of Kansas « https://web.archive.org/web/20061106134058/http://www.accessgenealogy.com/scripts/data/database.cgi?file=Data&report=SingleArticle&ArticleID=0021743 »(Archive.org • Wikiwix • Archive.is • Google • Que faire ?), 6 novembre 2006
4. ↑  Gannett, Henry, The Origin of Certain Place Names in the United States, Govt. Print. Off., 1905, 169 p. (lire en ligne).
5. ↑  History of Jetmore, Kansas « https://web.archive.org/web/20090421165307/http://skyways.lib.ks.us/towns/Jetmore/history.html »(Archive.org • Wikiwix • Archive.is • Google • Que faire ?), 21 avril 2009 Another history of Jetmore.